# Basílica de la Presentación de María (Wadowice)

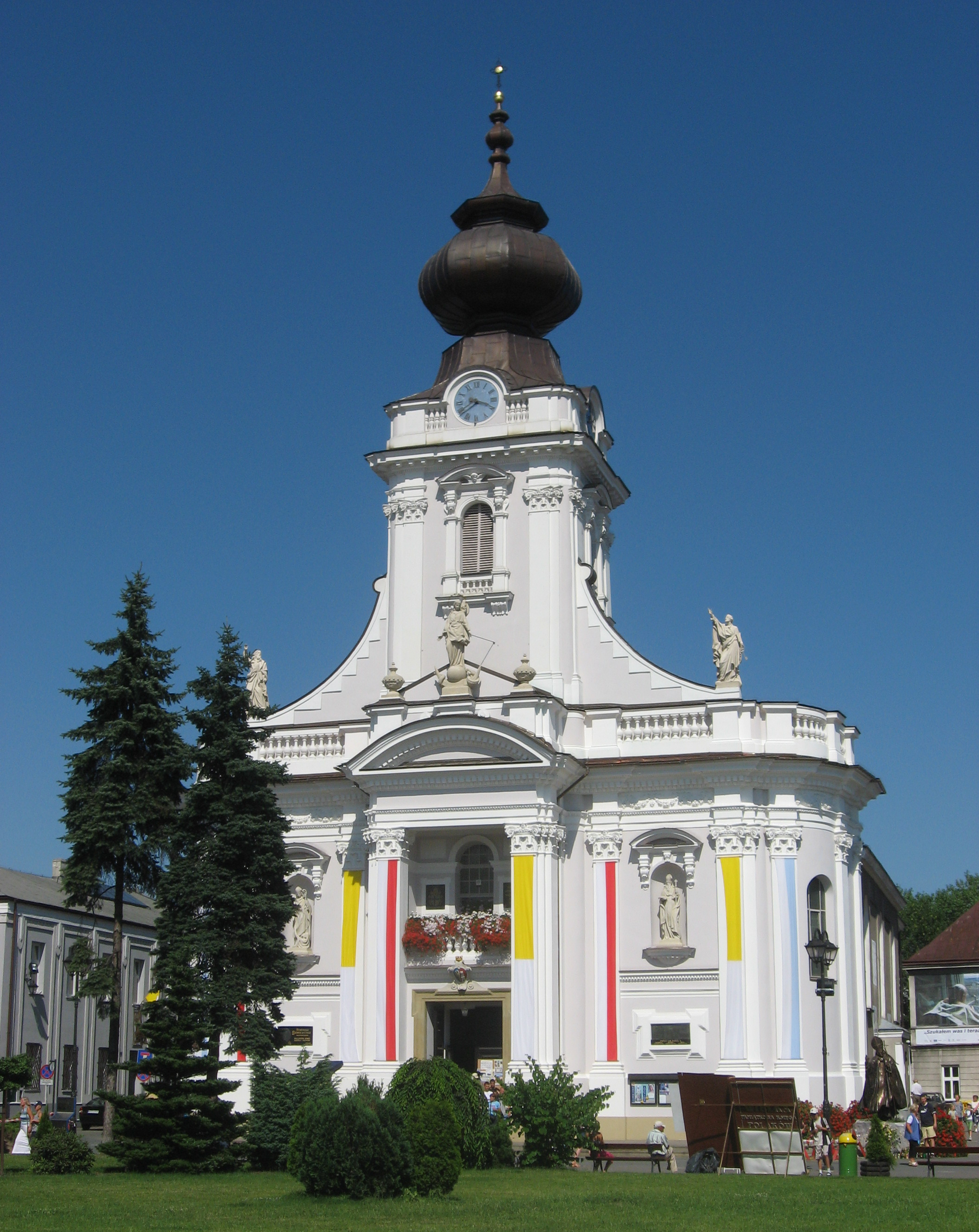
Representación de la basílica de María

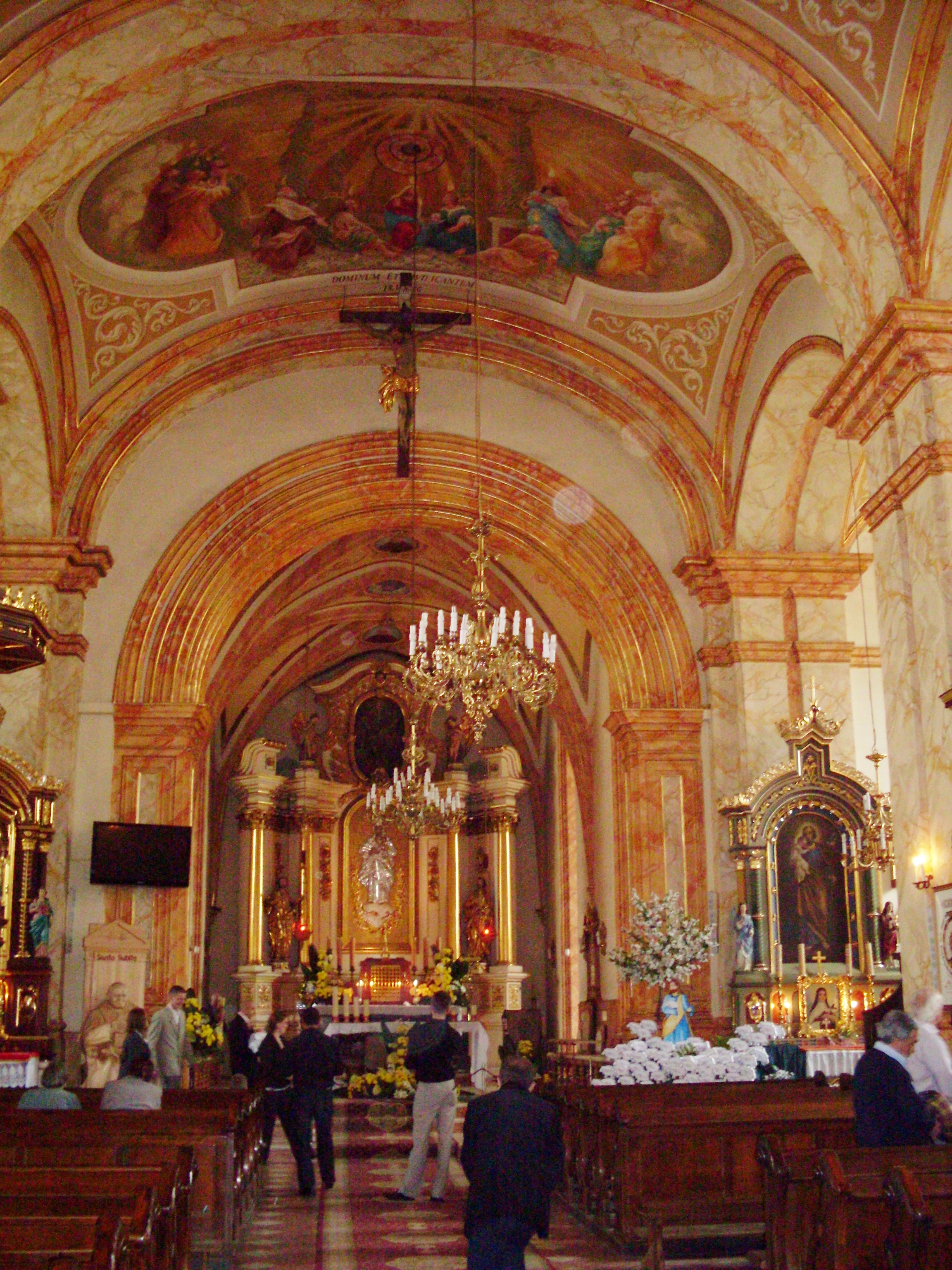
Interior

La Basílica de la Presentación de María (en polaco: Bazylika Ofiarowania Najświętszej Maryi Panny) es una iglesia católica romana en Wadowice en el Voivodato de Pequeña Polonia. La iglesia parroquial de la diócesis de Cracovia lleva el título de basílica menor. La iglesia fue construida a finales del siglo XVIII. Construido en el siglo XIX en estilo barroco y es un edificio protegido. 

## Historia
La primera mención de una iglesia en Wadowice se remonta al año 1325. En 1440, durante el gran incendio de la ciudad, se quemó una pequeña iglesia de madera. Sus ruinas fueron descubiertas a mediados del siglo XV. En el siglo XIX se construyó una iglesia de ladrillo. De esta época data el actual coro de dos tramos, cerrado con un muro recto y cubierto con bóveda de crucería.  Otro incendio urbano el 18 de mayo de 1726 no salvó a la iglesia. En los años 1792-1798 el maestro albañil Franciszek Sosna construyó un nuevo edificio de estilo barroco tardío, cuya fachada occidental estaba coronada por una torre con cúpula esférica. El 29 de septiembre de 1808 la iglesia reconstruida fue consagrada por el entonces obispo de Cracovia, Andrzej Gawroński.
La iglesia, que probablemente inicialmente estaba dedicada al día de Todos los Santos, recibió el nombre del Papa Gregorio XVI por iniciativa del pastor Mikołaj Zamoyski. 1836 el patrocinio de la representación de la Santísima Virgen María. En 1857 se construyó una ampliación de dos pisos hacia el este, con la sacristía en la planta baja y la tesorería en el primer piso. A finales del siglo XIX se restauró la fachada en estilo neobarroco y se le añadió un balcón sobre la entrada principal. Los trabajos fueron dirigidos por el arquitecto cracoviano Tomasz Pryliński, conocido, entre otras cosas, por la restauración de la Lonja de los Paños de Cracovia. La decoración escultórica de la fachada, en cambio, procede del artista cracoviano Zygmunt Langman. Las esculturas de piedra representan, entre otras cosas, a la Virgen María rodeada por los dos santos históricos de Polonia, Estanislao y Adalberto. La torre recibió un casco nuevo. En esta época también se creó una serie de pinturas que representan el Vía Crucis por parte de un residente de Wadowice, Jan Nepomucen Bizański (1804-1878), pintor y dibujante, profesor de la Academia de Bellas Artes de Cracovia. 
En lugar de las campanas confiscadas durante la Primera Guerra Mundial, en 1922 se colgaron otras nuevas. Al final de la Segunda Guerra Mundial, en enero de 1945, se arrojó una bomba contra la iglesia que, entre otras cosas, dañó el techo de la iglesia. Como parte de la reconstrucción y renovación de la iglesia entre 1945 y 1947, se agregaron dos accesos laterales y ábsides a ambos lados de la nave. Además, se amplió la sacristía. En 1986 las capillas laterales se integraron al coro mediante arcadas que se instalaron en lugar de ventanas.

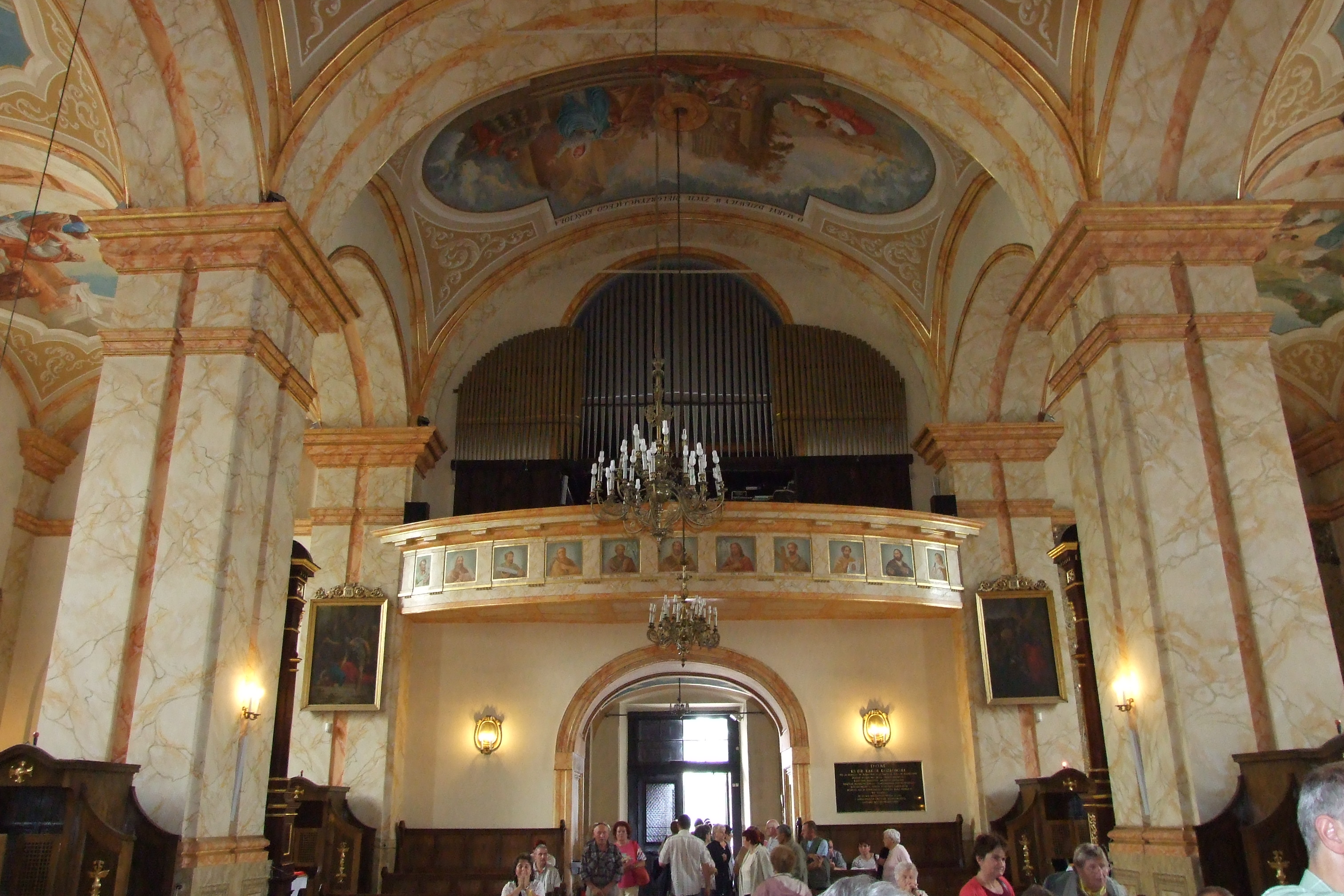
Contrafachada con órgano

El 25 de marzo de 1992, el Papa Juan Pablo II otorgó a su iglesia bautismal  el título de basílica menor, que también visitó el 7 de junio de 1979 y el 16 de junio de 1999, cuando coronó canónicamente la imagen de la Virgen María. 
Como parte de la renovación de 2000 a 2003, se colocó un nuevo piso de mármol y las bóvedas se cubrieron con policromía que hace referencia a las enseñanzas del Papa Juan Pablo II por parte de los artistas cracovianos Aleksandra Grochal y Katarzyna Dobrzańska. Las bóvedas del coro muestran a los santos patrones de Polonia, canonizados por Juan Pablo II. La renovación de la fachada de la basílica finalizó en 2007. La basílica también fue fundada por el Papa Benedicto XVI. visitado el 27 de mayo de 2006. En 2010 la iglesia recibió un nuevo órgano de la empresa organera Zdzisław Mollin.

## Enlaces web
- Sitio web parroquial (polaco)